# Golden Cup femenina 2006
La Golden Cup femenina 2006 - Memorial Àlex Ros, promocionada sota la denominació Grup Tarradellas Cup 2006, fou una competició d'hoquei sobre patins disputada a Blanes entre el 30 de juny i el 2 de juliol de 2006, amb la participació de les seleccions nacionals femenines de Catalunya, Xile, Alemanya i Anglaterra.

## Resultats
| 30 de juny de 2006 15:00                              |     |                       |                                                        |
| Alemanya                                              | 5-2 | Anglaterra            | Pavelló d'Esports de Blanes Àrbitres: Aragonès i Vidal |
| I. Wichardt 9' M. Wichardt 13' Geismann 29', 33', 38' |     | Currey 15' Hallam 24' | Pavelló d'Esports de Blanes Àrbitres: Aragonès i Vidal |

| 30 de juny de 2006 16:30                     |     |                                |                                                         |
| Catalunya                                    | 5-3 | Alemanya                       | Pavelló d'Esports de Blanes Àrbitres: Valverde i Molina |
| Piosa 3', 12', 16' Coromines 7' Giudicci 10' |     | Geismann 9', 35'(p) Paczia 34' | Pavelló d'Esports de Blanes Àrbitres: Valverde i Molina |

| 1 de juliol de 2006 14:00 |     |            |                                                          |
| Alemanya                  | 2-1 | Xile       | Pavelló d'Esports de Blanes Àrbitres: Pérez i Serraclara |
| Reinert 5' M. Wichardt 38 |     | Cabaña 12' | Pavelló d'Esports de Blanes Àrbitres: Pérez i Serraclara |

| 1 de juliol de 2006 15:30                                                      |     |            |                                                          |
| Catalunya                                                                      | 8-1 | Anglaterra | Pavelló d'Esports de Blanes Àrbitres: Serraclara i Pérez |
| Torner 5',18' Barceló 13' Mompart 16' Giudicci 24' Coromines 26' Font 33', 35' |     | Currey 34' | Pavelló d'Esports de Blanes Àrbitres: Serraclara i Pérez |

| 2 de juliol de 2006 15:00 |     |                     |                             |
| Xile                      | 4-2 | Anglaterra          | Pavelló d'Esports de Blanes |
| F.Urrea 6', 11', 14', 22' |     | Rivers 6' Finch 13' | Pavelló d'Esports de Blanes |

| 2 de juliol de 2006 16:30 |     |             |                             |
| Catalunya                 | 2-1 | Xile        | Pavelló d'Esports de Blanes |
| Torner 1' Romero 31'      |     | R. Urrea 6' | Pavelló d'Esports de Blanes |

| Catalunya        |
| Campió CATALUNYA |

## Classificació final
| Equip | Equip      | Pts | PJ | PG | PE | PP | GF | GC | DG  | Rend  |
| ----- | ---------- | --- | -- | -- | -- | -- | -- | -- | --- | ----- |
| 1r    | Catalunya  | 9   | 3  | 3  | 0  | 0  | 15 | 5  | +10 | 100%  |
| 2n    | Alemanya   | 6   | 3  | 2  | 0  | 1  | 10 | 8  | +2  | 66,6% |
| 3r    | Xile       | 3   | 3  | 1  | 0  | 2  | 6  | 6  | 0   | 33,3% |
| 4t    | Anglaterra | 0   | 3  | 0  | 0  | 3  | 5  | 17 | -12 | 0%    |